# Où bifurque la piste
Où bifurque la piste (titre original : Where the Trail Forks) est une nouvelle américaine de Jack London initialement publiée aux États-Unis en décembre 1900.

## Historique
La nouvelle est publiée initialement dans le Outing Magazine en décembre 1900, avant d'être reprise dans le recueil Le Dieu de ses pères en mai 1901.

## Résumé
Sipsu, une jeune Indienne, est venue rendre une dernière visite à Hitchcock, l'un des quatre chercheurs d'or installés à proximité d'un camp indien. La faim fait des ravages et le sorcier a décidé de faire un sacrifice. Ce sera Sipsu, la fille du chef. « De sorte que nous sommes au point où bifurque la piste, toi et moi... ».

## Éditions

### Éditions en anglais
- Where the Trail Forks, dans le Outing Magazine, décembre 1900.
- Where the Trail Forks, dans le recueil The God of his Fathers & Other Stories, New York ,McClure, Phillips & Co., 1901

### Traductions en français
- Où bifurque la piste, traduit par Louis Postif, in En pays lointain, recueil, Crès, 1926.
- Où bifurque la piste, traduit par François Specq, Gallimard, 2016[2].

## Sources
- « Bibliographie de Jack London », sur jack-london.fr (consulté le 30 mars 2024)